# Mîlne, Zboriv
Mîlne (în ucraineană Мильне) este localitatea de reședință a comunei Mîlne din raionul Zboriv, regiunea Ternopil, Ucraina. Satul este situat în nord-estul regiunii istorice Galiția.

## Demografie
Componența lingvistică a localității Mîlne
     Ucraineană (99,89%)
     Alte limbi (0,11%)
Conform recensământului din 2001, majoritatea populației localității Mîlne era vorbitoare de ucraineană (99,89%), existând în minoritate și vorbitori de alte limbi.